# 오타키번
오타키 번(일본어: 大多喜藩 오오타키한[*])은 가즈사국에 존재하던 번이다. 번청은 오타키성(지금의 지바현 이스미군 오타키정).

## 역대 번주

### 혼다가
후다이 10만석 → 5만석
1. 혼다 다다카쓰(忠勝)
2. 혼다 다다토모(忠朝)
3. 혼다 마사토모(政朝)

### 아베 종가
후다이 3만석
1. 아베 마사쓰구(正次)

### 아오야마가
후다이 2만석
1. 아오야마 다다토시(忠俊)

### 후다이 아베가 (이와쓰키번[1]분가)
후다이 1만석
1. 아베 마사요시(正能)

### 후다이 아베가 (사누키번계)
후다이 1만 6천석
1. 아베 마사하루(正春)

### 이나가키가
후다이 1만 5천석
1. 이나가키 시게토미(重富)

### 오코치 마쓰다이라가
후다이 2만석 → 개역 → 2만석
1. 마쓰다이라 마사히사(正久)
2. 마쓰다이라 마사사다(正貞)
3. 마쓰다이라 마사하루(正温)
4. 마쓰다이라 마사노리(正升)
5. 마쓰다이라 마사미치(正路)
6. 마쓰다이라 마사카타(正敬)
7. 마쓰다이라 마사요시(正義)
8. 마쓰다이라 마사토모(正和)
9. 오코치 마사타다(正質)